# 最高の食卓
『最高の食卓』（さいこうのしょくたく）は、テレビ朝日系列の『木曜ドラマ』枠（毎週木曜日21:00 - 21:54、JST）で1997年4月17日から6月26日まで放送された日本のテレビドラマ。主演は赤井英和。

## キャスト

### 宇田家
宇田 裕太郎 〔35〕
演 - 赤井英和
かつてはホテルのイタリアンレストランで龍男の一番弟子として腕をふるい「イタリアンの鬼才」と呼ばれていたが、瞳が光を出産した際、他の男性との子を出産したことを聞かされ、自暴自棄になって荒んだ生活を送る中で（料理人としての）味覚が分からなくなり、料理を作る自信を失くしてしまう。その後、男手一つで光を育てながら、包丁の実演販売の仕事をしていたが、奈生からの頼みを受け、龍男がオーナーシェフを務める「バカンツェ・ロマーネ」で龍男の助手として働くことになる。
宇田 光 〔13〕
演 - 松本恵（現・松本莉緒）
裕太郎の娘（ただし父親は裕太郎ではなく血のつながりはない）。中学生。

### 佐倉家
佐倉 奈生 〔27〕
演 - 鈴木杏樹
龍男の長女。「バカンツェ・ロマーネ」ソムリエール・ウェイトレス（カメリエーラ）。
佐倉 新子 〔24〕
演 - 井上晴美
龍男の次女。OL。
佐倉 ともみ 〔19〕
演 - 雛形あきこ
龍男の三女。わかば銀行行員だが、「バカンツェ・ロマーネ」でウェイトレス（カメリエーラ）として店を手伝っている。
佐倉 龍男 〔60〕
演 - 地井武男
奈生・新子・ともみの父親。「バカンツェ・ロマーネ」オーナーシェフ。裕太郎の師匠。1ヶ月前に倒れてから、突如認知症の症状が出るが、裕太郎と一緒に厨房に立っている時はしっかりしている。

### バカンツェ・ロマーネ
遠山 満
演 - 植草克秀
「バカンツェ・ロマーネ」セコンド ピアット。
塚本 透
演 - 西川弘志
「バカンツェ・ロマーネ」セコンド ピアット。
山崎 守
演 - 内田岳志
「バカンツェ・ロマーネ」アンティパスト。
サトミ
演 - 鈴木美恵
「バカンツェ・ロマーネ」ウェイトレス（カメリエーラ）。
ナミエ
演 - 永住千夏
「バカンツェ・ロマーネ」ウェイトレス（カメリエーラ）。
亮太
演 - 三浦竜樹
「バカンツェ・ロマーネ」ウェイター（カメリエーレ）。
花泉 陽一
演 - 渡辺いっけい
「バカンツェ・ロマーネ」給士長（カーポ・カメリエーレ）。

### ティツィアーノ
宇田 瞳
演 - 村上里佳子
イタリアンブランド「ティツィアーノ」社長。裕太郎の元妻。光の母親。16年前、ローマのイタリアンレストランでファッションの勉強をしながら皿洗いのバイトをしていた時に裕太郎と出会う。13年前に他の男性との間にできた光を出産し、光を連れて家を出ようとしたところを裕太郎に引き裂かれる。
飯田
演 - Rika
瞳の秘書。

### その他
八百屋のおばさん
演 - 鷲尾真知子
御用聞きの用事がない時も「バカンツェ・ロマーネ」に出没しては、何かにつけて首を突っ込んでくる。

### ゲスト
西田 智子
演 - 磯野貴理子
江波 周一
演 - 田中実（第3話）
奈生の恋人。しかし奈生に隠れて同時に交際していた別の彼女を連れて「バカンツェ・ロマーネ」を訪れる。
編集長
演 - 村野武憲（第3話）
『月刊レストラン』元編集長。出版社をクビになり、プライベートで「バカンツェ・ロマーネ」を訪れる。
支店長
演 - 徳井優（第7話）
服部 幸應
演 - 服部幸應（本人役、第9話）

## スタッフ
- 脚本 - 矢島正雄、小野沢美暁
- 音楽 - なるけみちこ
- 主題歌 - 鈴木雅之「きみがきみであるために」（EPICソニー）
- チーフプロデュース - 五十嵐文郎
- プロデューサー - 桑田潔、森田光則
- 演出 - 森田光則、富田勝典、藤本一彦、倉貫健二郎
- 料理監修 - 服部幸應
- 料理指導 - 佐藤月彦
- ソムリエ指導 - 広瀬一峰
- 協力 - 服部栄養専門学校
- 技術協力 - 東通
- 照明協力 - ティ・エル・シー
- 美術協力 - アックス
- スタジオ - 目黒スタジオ
- 制作 - テレビ朝日、木下プロダクション（現・ドリマックス・テレビジョン）

## 放送日程
| 各話                                                       | 放送日        | サブタイトル                   | 演出       | 視聴率 |
| ---------------------------------------------------------- | ------------- | ------------------------------ | ---------- | ------ |
| 第1回                                                      | 1997年4月17日 | 天才シェフvs幻の名物料理店     | 森田光則   | 13.2%  |
| 第2回                                                      | 1997年4月24日 | グルメ絶賛!?幻の新料理         | 森田光則   | 06.4%  |
| 第3回                                                      | 1997年5月01日 | 三ツ星レストラン対決！         | 富田勝典   | 09.6%  |
| 第4回                                                      | 1997年5月08日 | 料理長・誕生日ケーキの隠し味！ | 富田勝典   | 10.3%  |
| 第5回                                                      | 1997年5月15日 | 前妻の危険なパーティ           | 森田光則   | 11.2%  |
| 第6回                                                      | 1997年5月22日 | 奇跡をよぶレシピ!?             | 藤本一彦   | 10.4%  |
| 第7回                                                      | 1997年5月29日 | シェフの三ツ星対決             | 藤本一彦   | 11.3%  |
| 第8回                                                      | 1997年6月05日 | 前妻の嘘と夫の秘密             | 富田勝典   | 10.3%  |
| 第9回                                                      | 1997年6月12日 | 別れた妻から1000万円!?         | 倉貫健二郎 | 09.3%  |
| 第10回                                                     | 1997年6月19日 | 前妻の危険な告白               | 藤本一彦   | 08.5%  |
| 最終回                                                     | 1997年6月26日 | 天才シェフ最後の料理対決       | 富田勝典   | 09.8%  |
| 平均視聴率 10.0%（視聴率は関東地区・ビデオリサーチ社調べ） |               |                                |            |        |